# Aneuclis incidens
Aneuclis incidens är en stekelart som först beskrevs av Thomson 1889.  Aneuclis incidens ingår i släktet Aneuclis och familjen brokparasitsteklar. Arten är reproducerande i Sverige. Inga underarter finns listade i Catalogue of Life.